# Escaflowne - O Filme
Escaflowne - The Movie (エスカフローネ, Esukafurōne), Escaflowne: A Girl in Gaea ou Escaflowne - O Filme (título em Portugal) , é um filme de anime de fantasia produzido pela Sunrise e animado pelo estúdio Bones.  Dirigido por Kazuki Akane, o filme é uma narração do anime Escaflowne. Embora o enredo do filme tenha alguns elementos semelhantes aos da série original, os personagens se diferem em graus variáveis das contrapartidas de televisão, com muitos componentes completamente redesenhados, tendo pouca semelhança com os originais. O mundo de Gaea tem um design mais asiático do que a série fortemente influenciada na televisão Europeia.
No Japão o filme estreou dia 24 de junho de 2000, a distribuição ficou por conta da Victor Entertainment que também lançou a banda sonora do filme. Em Portugal o filme foi distribuído pela Universal Pictures Portugal, Lda.

## Enredo
Hitomi Kanzaki sofre com sonolência, experiências incomuns e estranhos sonhos. Ela está deprimida e não quer nada mais do que desaparecer. Depois de deixar o seu único amigo, de repente ela é transportada, no interior do Dragon Armour, para um novo e misterioso mundo, Gaea. Lá, ela é declarada a "Deusa Alada", mas fica confusa e não consegue entender nada. Depois de um tempo ela descobre que há uma batalha na dinastia Black Dragons entre o Príncipe Van e seu irmão Lord Folken. A batalha em que ela é chamada a desempenhar um papel importante.

## Produção
Escaflowne - O Filme varia muito do anime original Escaflowne.  Os desenhos dos personagens foram feitos por Nobuteru Yūki, o filme foca-se na relação entre Van e Hitomi e seus problemas pessoais. Os próprios personagens também são dadas diferentes personalidades, como no filme, Hitomi mudando de uma menina alegre no amor para uma estudante suicida deprimida que está sofrendo de sentimentos de solidão e alienação. Van também é descrito como uma pessoa mais solitária e emocionalmente reservada, além de ser muito mais agressivo e disposto a matar todos os inimigos percebidos do que o seu homólogo mais pacifista da série.
Embora o anime Vision of Escaflowne seja produzido pela Sunrise, o filme foi produzido pelo estúdio Bones, uma empresa fundada por um certo número de ex-funcionários da Sunrise. Foi a primeira produção cinematográfica do Bones. O co-fundador do estúdio Hiroshi Ōsaka e desenhista dos personagens Nobuteru Yūki dividiram as tarefas de directores de animação, com Ōsaka dirigindo a produção no Bones. Algumas das sequências de acção do filme foram atribuídas aos animadores do estúdio, como mostra o talento, incluindo, nomeadamente Yutaka Nakamura (que animou quase um minuto e meio da luta de espadas da abertura sem assistência).
A banda sonora de Vision of Escaflowne, foi composta por Yoko Kanno em colaboração com Hajime Mizoguchi.